# Logis du Bois Not
Le logis du Bois Not (Boisnot, Boineau) est situé à La Jarne, dans le département français de la Charente-Maritime en région Nouvelle-Aquitaine.

## Histoire
En 1543, Robert Lambert, marchand à La Rochelle, est seigneur des maisons de Boisneau et de Piquefesse. Puis, la demeure passe à François Tallemant, pair de la ville de La Rochelle.
Au milieu du XVIIe siècle, le Bois Not est la propriété d'Henry Bardet puis de Charles Bardet, commandant de vaisseau, époux de Marie Tersmitten (remariée à Pierre Régnier, écuyer, seigneur de Périgny, conseiller-secrétaire du roi), puis à sa sœur, Hélène Bardet, épouse d'Hélie Véronneau, écuyer, sieur de La Série, conseiller du Roi, assesseur civil et criminel en la sénéchaussée et siège présidial de La Rochelle. 
Une partie est de style flamand, construite au XVIIe siècle lorsque des Hollandais asséchèrent les marais autour de La Rochelle.
Hélène Bardet l'arrente à Michel de Vervins, maréchal de camp, inspecteur général de l'infanterie en Bretagne, Pays d'Aunis, Guyenne et Béarn, chevalier de l'ordre de Saint-Louis. Son héritier, Nicolas de Vervins, chevalier, conseiller du Roi en sa Cour, le vend à Pierre Boyer, marchand à La Rochelle, en 1716. Pierre Boyer y fait construire un colombier dans les dépendances, une chapelle domestique. Il passe ensuite à  sa fille, Élisabeth Boyer, épouse du négociant-armateur Marc-Antoine Lefebvre, échevin et directeur de la chambre de commerce de La Rochelle. 
Par la suite, il est vendu devant le tribunal de La Rochelle, au préjudice des héritiers Lefebvre, à Jacques Rabon. 
Au XIXe siècle, acquis par la famille de Chérade de Montbron, il est alors réunit au château de Buzay voisin.
L'immeuble est inscrit au titre des monuments historiques par arrêté du 2 juillet 1973.